# Buskea billardi
Buskea billardi är en mossdjursart som först beskrevs av Calvet 1906.  Buskea billardi ingår i släktet Buskea och familjen Celleporidae. Inga underarter finns listade i Catalogue of Life.